# Макгро (Нью-Йорк)
Макгро (англ. McGraw) — селище (англ. village) в США, в окрузі Кортленд штату Нью-Йорк. Населення — 972 особи (2020).

## Географія
Макгро розташоване за координатами 42°35′38″ пн. ш. 76°5′51″ зх. д. / 42.59389° пн. ш. 76.09750° зх. д. (42.593765, -76.097502).  За даними Бюро перепису населення США в 2010 році селище мало площу 2,56 км², уся площа — суходіл.

## Демографія
Згідно з переписом 2010 року, у селищі мешкали 1053 особи в 407 домогосподарствах у складі 292 родин. Густота населення становила 412 осіб/км².  Було 440 помешкань (172/км²).
Расовий склад населення:
| - 95,5 % — білих - 0,9 % — чорних або афроамериканців - 0,8 % — корінних американців - 0,3 % — азіатів |

До двох чи більше рас належало 2,2 %. Частка іспаномовних становила 0,9 % від усіх жителів.
За віковим діапазоном населення розподілялося таким чином: 26,8 % — особи молодші 18 років, 59,0 % — особи у віці 18—64 років, 14,2 % — особи у віці 65 років та старші. Медіана віку мешканця становила 35,7 року. На 100 осіб жіночої статі у селищі припадало 98,7 чоловіків;  на 100 жінок у віці від 18 років та старших — 92,3 чоловіків також старших 18 років.
Середній дохід на одне домашнє господарство  становив 59 964 долари США (медіана — 49 844), а середній дохід на одну сім'ю — 66 939 доларів (медіана — 65 347). За межею бідності перебувало 10,2 % осіб, у тому числі 13,8 % дітей у віці до 18 років та 10,4 % осіб у віці 65 років та старших.
Цивільне працевлаштоване населення становило 460 осіб. Основні галузі зайнятості: освіта, охорона здоров'я та соціальна допомога — 28,9 %, виробництво — 17,2 %, роздрібна торгівля — 13,5 %, науковці, спеціалісти, менеджери — 11,7 %.